# Плоскош (комуна)
Плоскош (рум. Ploscoș) — комуна у повіті Клуж в Румунії. До складу комуни входять такі села (дані про населення за 2002 рік):
- Валя-Флорілор (302 особи)
- Крайрит (79 осіб)
- Лободаш (48 осіб)
- Плоскош (368 осіб)

Комуна розташована на відстані 301 км на північний захід від Бухареста, 24 км на південний схід від Клуж-Напоки.

## Населення
За даними перепису населення 2002 року у комуні проживали 797 осіб.
Національний склад населення комуни:
| Національність | Кількість осіб | Відсоток |
| -------------- | -------------- | -------- |
| румуни         | 796            | 99,9%    |
| угорці         | 1              | 0,1%     |

Рідною мовою назвали:
| Мова      | Кількість осіб | Відсоток |
| --------- | -------------- | -------- |
| румунська | 796            | 99,9%    |
| угорська  | 1              | 0,1%     |

Склад населення комуни за віросповіданням:
| Релігія        | Кількість осіб | Відсоток |
| -------------- | -------------- | -------- |
| православні    | 758            | 95,1%    |
| п'ятдесятники  | 32             | 4,0%     |
| адвентисти     | 3              | 0,4%     |
| греко-католики | 2              | 0,3%     |
| реформати      | 1              | 0,1%     |